# Saint-Viaud
Saint-Viaud é uma comuna francesa na região administrativa da Pays de la Loire, no departamento de Loire-Atlantique. Estende-se por uma área de 32,63 km². Em 2010 a comuna tinha 2 607 habitantes (densidade: 79,9 hab./km²).